# Liolaemus xanthoviridis
Espèce
Synonymes
- Liolaemus fitzingeri xanthoviridis Cei & Scolaro, 1980

Statut de conservation UICN

 LC  : Préoccupation mineure
Liolaemus xanthoviridis est une espèce de sauriens de la famille des Liolaemidae.

## Répartition
Cette espèce est endémique de la province de Chubut en Argentine.

## Description
C'est un saurien ovipare.

## Publication originale
- Cei & Scolaro, 1980 : Two new subspecies of the Liolaemus fitzingeri complex from Argentina. Journal of Herpetology, vol. 14, no 1, p. 37-43.